# Три основы и их доказательства
«Три осно́вы и их доказа́тельства» (араб. الأصول الثلاثة و أدلتها‎ или ثلاثة الأصول و أدلتها‎) — религиозный трактат Мухаммада ибн Абд аль-Ваххаба (1703—1792), одна из наиболее известных его книг. В книге автор рассматривает различные вопросы единобожия (таухид), принципы дружбы и непричастности (аль-вала ва-ль-бара) и «три основы»: «познание Аллаха, познание религии ислам с доказательствами и познание пророка Мухаммеда».
«Три основы» скорее всего были написаны Мухаммадом ибн Абд аль-Ваххабом ещё до переселения в Эд-Диръию в 1740-е годы. Согласно хроникёру Ибн Бишру, когда автор поселился в Эд-Диръии, он стал обучать людей трём основам религии, что позволяет предположить о написании книги в более ранний период. Позднее распространители учения Ибн Абд аль-Ваххаба использовали его «Три основы» как катехизис при проповедях в среде бедуинов.

## Издания книги
Список изданий книги «Три основы»:
1. Издательство «аль-Мунирия» (Египет, год издания неизвестен), вместе с комментариями шейха Мухаммада Мунира ад-Димашки и другими книгами автора («Четыре правила» и «Условия намаза»).
2. Издательство «Дар аль-Маариф» (Египет), вместе с комментариями Ахмада Мухаммада Шакира.
3. Издательство «аль-Мактаб аль-Ислами» (Иордания, 1389 г. х.).
4. Издательство «ат-Тамаддун» (Хартум, Судан), при поддержке шейха Ахмада Хасуна, вместе с книгой «Кашф аш-шубухат».
5. Издательство «Мактаба аль-Имам аль-Бухари ад-Дар ас-Салафия» (Исмаилия, Египет), вместе с комментариями Ашрафа ибн Абдуль-Максуда ибн Абдуррахима.
6. Издательство «аль-Манар» (Египет, 1340 г. х.).
7. Издана в составе сборника «Саудовского сборника научных книг», ответственный редактор: Мухаммад ибн Ибрахим Аль аш-Шейх.
8. Издательство «аль-Мадани» (Египет), издана в составе «Сборника полезных и важных трактатов об основах религии и её ветвях» (5—17 страницы).
9. Издательства «Сафир» и «Дар Ибн Хузайма» (Эр-Рияд, Саудовская Аравия, 1414 г. х.), вместе с другой книгой Ибн Абд аль-Ваххаба «Кашф аш-шубухат».
10. Издательство Исламского университета имени Мухаммада ибн Сауда (Эр-Рияд), в составе сборника работ Мухаммада ибн Абд аль-Ваххаба.
11. «Мекканское книгопечатное и публикационное учреждение» (Мекка, год издания неизвестен), на средства двух шейхов: Абдуль-Азиза и Мухаммада аль-Абдуллаха.

## Комментарии и толкования
1. Абдуль-Азиз ибн Баз. Комментарий к «Трём основам» = араб. شرح ثلاثة الأصول‎ / Али ибн Салих аль-Мурри, Ахмад ибн Абдуль-Азиз ибн Баз. — Медина: Дар аль-Фатх, 1995 (1416 г. х.).
2. Мухаммад ибн Салих аль-Усаймин. Комментарий к «Трём основам» = араб. شرح ثلاثة الأصول‎ / Фахд ибн Насир ас-Сулейман. — Дар ас-Сурайя, 1993 (1414 г. х.).
3. Абдуллах аль-Мухаммад аль-Яхъя. Основы в комментарии к «Трём основам» = араб. الأصول في شرح ثلاثة الأصول‎. — 1993 (1414 г. х.).
4. Мухаммад Мухаммад Мунир Ахмад. Комментарий к «Трём основам» = араб. شرح و تيسير الأصول الثلاثة‎. — Эр-Рияд: Дар аль-Аджнадин, 1993 (1414 г. х.).
5. Абдуррахман ибн Мухаммад ибн Касим. Толкование «Трёх основ» = араб. حاشية ثلاثة الأصول‎. — Дар ат-Таракки, 1955 (1375 г. х.).